# Oberschwarzach
Oberschwarzach è un comune tedesco di 1 401 abitanti, situato nel land della Baviera.